# Madpyramiden
 Denne artikel omhandler overvejende eller alene danske forhold. Hjælp gerne med at gøre artiklen mere almen.
Madpyramiden blev i Danmark introduceret af FDB i 1976, men inspirationen havde man hentet hos de nordiske naboer. I 1974 kradsede krisen i Sverige, og prøvekøkkenchefen i KF, de svenske brugsforeninger, Anna-Britt Agnsäter blev af den svenske regering bedt om at udarbejde en enkel og billig kostplan – som svar opfandt hun madpyramiden, hun havde arbejdet på konceptet i mange år, og havde allerede tilbage i 1960 vist en kostpyramide med basismad, men den endelige "matpyramid" lå først klar i 1974. Hos KF's danske pendant, FDB, syntes man om idéen, og udskiftede det svenske knækbrød, og eksotiske fremmede fødeemner som spaghetti, med danske alternativer, og den plakat der skulle pryde væggene hos læger, sundhedsplejersker, skolekøkkener og tandlæger i mange år fremefter, var undfanget.

## Opbygning
Madpyramiden er inddelt i tre etager, nederste etager indeholder den største mængde fødevarer og af disse skal man spise mest, det er kartofler og grøntsager, mellemetagen indeholder ris, pasta og frugt af hvilke man skal spise mindre, og øverst det man skal spise mindst af såsom ost, kød og olie. Alle fødevarerne i madpyramiden er sunde, og det er væsentligt at man spiser varer fra alle grupperne, madpyramiden viser blot hvordan en gennemsnitlig fordeling helst skal se ud over tid.
Inddelingen er, ud over de tre etager også lokalt på de enkelte etager – fjerkræ og fisk ligger længere nede på øverste etage end rødt kød, hvilket betyder at man fra denne gruppe helst skal spise mere fjerkræ og fisk end rødt kød. Endelig er madpyramiden inddelt horisontalt over de to nederste etager, i grupperne frugt og grønt, hvor grøntsager, og i særdeleshed grove grøntsager helst skal fylde mest. Til den modstående sides stivelsesholdige fødevarer som kartofler, brød, ris, gryn, hvor der skal spises flest kartofler, rugbrød og havregryn og mindre mysli og ris f.eks.

## Historisk udvikling
Den første madpyramide kom til verden i 1976. Målet var at skabe en praktisk vejledning i kostsammensætning ud fra tanken om at spise mindre fedt, mindre sukker, mere groft og med fokus på at spise varieret og ikke for meget. Brugsen stod som afsender, og plakaten spredte sig hurtigt til landets skoler og læger.
Året efter, i 1977, deltog 329 børn i konkurrencen om at lave en madpyramide til børn i 3-6 års-alderen, hvor nederste trin i pyramiden blev gjort en del lettere end "voksenpyramiden"s, to huske-sange blev inkluderet på plakaten der i øvrigt var tegnet af Gerda Nystad.
I 1980/81 blev børnepyramiden opdateret på ny, nu under titlen "Sund mad", og der blev tilføjet advarende rim om en lang række fedende varer.
I 1982 kom turen til voksenpyramiden, hvor toppen af pyramiden blev opdateret til at inkludere kødpålæg der var blevet en almindelig del af den danske madpakke, i bunden af pyramiden er brødet blevet en smule grovere. Samme år introduceres for første gang den grønlandske madpyramide, der ud over at være sat på hovedet indeholdt fødevarer som skibskiks, hvalkød, sortbær og rensdyrkød.
i 1984 er ymer blevet erstattet af frugtyoghurt, kødpålægget er forsvundet igen, og lidt småændringer har fundet vej i grøntsagssammensætningen, men den store ændring ser man i de nye fødevarer der har fundet vej til danskernes køkken – cornflakes, pasta og ris er nu kommet til. Senere samme år blev man opmærksom på det uheldige i at anbefale sukkerholdig frugtyoghurt, og plakaten blev ekstraordinært genoptrykt med yoghurt naturel i stedet.
i 1985 er rødt kød blevet upopulært som sund kost, og oksebøffen blev erstattet af torskerogn -stadig i pyramidens top, men signalværdien var den samme – spis mere fisk, og mindre rødt kød. Samme år har man haft en plakatkonkurrence i Samvirke, hvor grafikeren Søren Thaaes pyramidegrafik valgtes som vinder, en ny børneplakat ser dagens lys, denne gang i samarbejde med fødevarestyrelsen, under titlen "Lev bedre hver dag" forsøger man at få børn og unge i folkeskolens 9. og 10.-klasser til at spise sundere.
1987 bliver året hvor man forsøger at provokere. Den traditionelle madpyramide bliver sidestillet en ny pyramide der viser hvor danskerne reelt placerer deres madpenge i en madpyramide med slik, øl, vin, kager, tobak, og alverdens andre usunde ting i bunden af pyramiden, mens de sunde ting gemmer sig helt i toppen, som ting der næsten ikke købes.
I 1988 er slankekure blevet normalen, og madpyramiden bliver relanceret som "Pyramide planen: Verdens bedste slankekur", og pyramidens nederste lag er gjort ganske småt, mens fokus er på mindterste trin, og sådan skulle pyramiden forblive uændret i 20 år.
Først i 2008 graver FDB igen madpyramiden frem fra gemmerne, og hvor man tidligere skulle spise alt fra bunden, er budskabet nu at man blot skal spise mest fra bunden, midten af pyramiden er endnu i 2008 den største, men der er samtidig kommet ny fokus på fuldkorn – mere rugbrød, spaghettien er blevet til fuldkornspasta, kød og fisk er yderligere reduceret, og fedtstoffet, der tidligere havde haft hjemme i bunden af pyramiden, blev flyttet til toppen.
En større ændring finder vi tre år senere, i 2011 hvor grøntsager er flyttet ned til bunden af pyramiden, hvor nu også en kande vand har fundet vej, mens pasta, ris, fuldkornsbrød og mælkeprodukter er flyttet en etage op og suppleret med både bulgur og couscous, og i tidens ånd er pyramiden nu også en "klimapyramide", hvor det du skal spise mest af, samtidig er det mest klimavenlige. Samtidig har man taget de medier i brug der er kommet til siden, så man i dag kan klikke sig igennem en interaktiv madpyramide..
2019 har Coop introduceret en ny udgave af madpyramiden med primært fokus på klimaaftryk og ikke mindst sundhed.